# حيدر العمر
حيدر العمر وهو أبو أحمد حيدر بن شعوبي بن عمر بن عثمان بن جاسم بن محمد العبيدي الأعظمي، فنان ومصور وأول مخرج سينمائي في العراق.

## سيرته ونشأته
ولد حيدر العمر في بغداد في حي الأعظمية عام 1343هـ/1924م، وبها نشأ، وتعلم القرآن والقراءة والكتابة في صغره عند الكتاتيب، ثم أكمل دراسته الأولية والثانوية في مدارس بغداد، واشتغل في مكتب التاجر كامل عبد الرحمن الأعظمي، وبعدها افتتح مكتبة ومحلاً للتصوير الفوتوغرافي في سوق الأعظمية عام 1946م، وسماه (ستوديو ومكتبة السعدون)، واشتغل عنده في المحل عاملاً الشاعر والخطاط وليد الأعظمي في شبابه، ثم عمل فيما بعد موظفاً في دار الإذاعة العراقية، وكان أول مخرج سينمائي عراقي، وأخرج عدة أفلام سينمائية عراقية، ثم انتقل بعدها موظفاً في (مديرية الأعاشة العامة).
وكان حيدر العمر رجلاً طيباً كريم الخلق بشوش الوجه يحب الدعابة، وذو نزعة وموهبة فنية أحب التصوير الفوتوغرافي ثم طوّر موهبته الفنية بنفسهِ وساعدته في إخراج وتصوير الأفلام، وكان شخصا متديناً ومواظباً على الصلاة.

## أهم أعماله الفنية
- فيلم فتنة وحسن، عرض في بغداد عام 1953م، وكان أول أفلام السينما العراقية.
- فيلم أرحموني، وهو من تمثيل المغني رضا علي والمطربة هيفاء حسين.
- فيلم عليا وعصام.

## وفاته
توفي الفنان حيدر العمر في فجر يوم 16 صفر 1388هـ/14 مايو 1968م، وشارك صاحبهُ  الشاعر وليد الأعظمي في تشييعهِ، والصلاة عليه صلاة الجنازة في جامع الإمام الأعظم، ودفن في مقبرة الخيزران.